# Großer Preis von Italien 1958
Der Große Preis von Italien 1958 (offiziell XXIX Gran Premio d’Italia) fand am 7. September auf dem Autodromo Nazionale di Monza in Monza statt und war das zehnte Rennen der Automobil-Weltmeisterschaft 1958.

## Berichte

### Hintergrund
Der Große Preis von Italien 1958 war das vorletzte Rennen der Formel-1-Saison 1958, sowohl Fahrer- als auch Konstrukteursweltmeistertitel waren noch offen. Vanwall und Ferrari waren in den letzten Rennen die dominierenden Teams und in der Meisterschaft duellierten sich die beiden Topfahrer dieser Teams, Mike Hawthorn und Stirling Moss, um den Fahrertitel.
Moss gewann in den beiden Jahren zuvor den Großen Preis von Italien 1956 und den Großen Preis von Italien 1957. Moss war der einzige teilnehmende ehemalige Sieger des Grand Prix, bei den Konstrukteuren gewann zuvor Vanwall einmal, Maserati und Ferrari jeweils zweimal.
Beim Heimrennen brachte Ferrari wieder mehrere Fahrzeuge an den Start. Nachdem zuletzt beim Großen Preis von Portugal 1958 nur zwei Ferrari-Fahrer gestartet waren, waren es hier vier Wagen. Zusätzlich neben Hawthorn und Wolfgang Graf Berghe von Trips kehrten Phil Hill und Olivier Gendebien zur Scuderia Ferrari zurück.
Eine weitere Veränderung in der Besetzung der Top-Teams gab es bei B.R.M. Jo Bonnier, der vorher meist in privaten Maserati 250F fuhr, wechselte zum britischen Team. Seine Teamkollegen waren Jean Behra und Harry Schell. Maurice Trintignant fuhr erneut für das Rob Walker Racing Team, zwei Wagen hatte er dabei zur Verfügung, einen Cooper T43 und einen Cooper T45. Viele Fahrer qualifizierten sich mit privaten Maserati 250F für das Rennen, Giulio Cabianca und Hans Herrmann für das Team von Bonnier, Masten Gregory und Carroll Shelby für Temple Buell, Gerino Gerini für die Scuderia Centro Sud und Maria Teresa de Filippis mit eigenem Team. Für Cabianca war der Große Preis von Italien 1958 das erste Rennen seiner Karriere, für das er sich qualifizierte, nachdem ihm das beim Großen Preis von Monaco 1958 nicht gelungen war. De Filippis hingegen qualifizierte sich zum letzten Mal für ein Rennen.
In der Fahrerwertung führte Hawthorn mit vier Punkten Vorsprung vor Moss bei noch zwei verbleibenden Rennen. Aufgrund der Streichresultateregelung benötigte Hawthorn eine Platzierung mit mehr als einem Punkt, Moss mit mehr als zwei Punkten, um sich in der Fahrerwertung zu verbessern, denn nur die fünf besten Platzierungen zählten. In der Konstrukteurswertung war es ebenfalls sehr knapp, Vanwall hatte nur einen Punkt mehr als Ferrari.

### Training
Beim Training zum Großen Preis von Italien 1958 setzte sich Vanwall gegen Ferrari durch und belegte die ersten beiden Startplätze. Moss fuhr die schnellste Runde und erzielte damit seine dritte Pole-Position der Saison. Für Vanwall war es die fünfte Pole-Position 1958 und gleichzeitig die letzte der Teamgeschichte. Auf Platz zwei qualifizierte sich Tony Brooks.
Hawthorn qualifizierte sich auf dem dritten Platz vor einem weiteren Vanwall-Fahrer, Stuart Lewis-Evans. Die drei Plätze dahinter wurden von den restlichen Ferrari-Fahrern gefüllt, dahinter positionierte sich B.R.M. auf den Plätzen acht bis zehn. Im Mittelfeld fuhr Gregory ein starkes Training und überbot mit seinem zu dieser Zeit veralteten und nicht konkurrenzfähigen Maserati die Fahrer von Cooper und Lotus, die auf der Hochgeschwindigkeitsstrecke von Monza den stärker motorisierten Wagen unterlegen waren.

### Rennen
Am besten startete Phil Hill, der sich bereits vor der ersten Kurve von Startplatz sieben auf Position zwei verbesserte. Das Startduell gewann Moss, später in der ersten Rennrunde wurde er allerdings von Phil Hill überholt, der dadurch das erste Mal in seiner Karriere die Führung in einem Formel-1-Rennen innehatte.
Im hinteren Feld ereignete sich ein schwerer Unfall, bei dem Graf Berghe von Trips und Schell miteinander kollidierten. Dabei überschlug sich der Ferrari und Graf Berghe von Trips wurde aus dem Wagen geschleudert. Ein Rosenbusch bremste den Aufprall auf den Boden ab, dennoch brach sich von Trips ein Bein und fiel für das letzte Saisonrennen aus. Schell blieb unverletzt. Ein weiterer Startunfall ereignete sich zwischen Gendebien und Cooper-Fahrer Jack Brabham. Brabham schied sofort aus, Gendebien vier Runden später mit einem Aufhängungsschaden. Außerdem mussten nur wenige Runden nach dem Start Shelby und Gerini das Rennen mit defekten Wagen aufgeben.
Hawthorn überholte unterdessen Lewis-Evans und im Anschluss Fahrertitelaspirant Moss. Im teaminternen Ferrari-Duell setzte er sich in Runde fünf gegen Phil Hill durch und übernahm die Führung. Phil Hill hatte zu diesem Zeitpunkt Schwierigkeiten durch die Reifen, sodass auch Moss und Lewis-Evans ihn überholten. Dies führte zu einem spannenden Zweikampf um den Sieg zwischen den beiden Fahrern, die in der Fahrerweltmeisterschaft um den Titel konkurrierten. Hawthorn verteidigte den ersten Platz zwei Runden lang, dann fuhr Moss zwei Runden an der Spitze, bevor Hawthorn ihn in Runde neun wieder überholte, eine Runde später aber Moss erneut führte. Hawthorn konterte in Runde 15, als das Duell durch Getriebeprobleme bei Moss entschieden wurde. Moss fiel zurück und schied in Runde 17 aus. Zuvor fiel Bonnier in Runde 14 mit fehlender Kraftübertragung aus, zudem gab es an seinem B.R.M. ein Feuer, wodurch nur noch ein B.R.M. im Rennen war. Auch für Trintignant war das Rennen nach einem Getriebeschaden beendet.
Für Vanwall deutete sich zur Halbzeit des Rennens ein Rückschlag im Kampf um die Titel an, Lewis-Evans’ Wagen überhitzte in Runde 30, wodurch nur noch Brooks für Vanwall im Rennen war. An der Spitze duellierten sich erneut Hawthorn und Phil Hill, der sich an die Spitze zurückgekämpft hatte. In Runde 35 übernahm Hill die Führung, nachdem Hawthorn zum Reifenwechsel an der Box war, gab sie aber drei Runden später mit einem eigenen Reifenwechselboxenstopp wieder an Hawthorn ab, der die letzten Führungskilometer seiner Karriere in der Formel 1 zurücklegte.
Die hohe Zahl der Ausfälle des Rennens setzte sich fort. Herrmann und Cabianca erlitten Motorschäden, der letzte verbliebene B.R.M. von Behra schied mit defekter Kupplung aus und de Filippis hatte in Runde 57 einen Pleuelschaden an ihrem Maserati. Anschließend fielen auch noch beide Lotus-Fahrer aus sowie Roy Salvadori auf Cooper. Alle drei wurden jedoch noch gewertet. Insgesamt waren nur noch vier Fahrzeuge im Rennen, was den Großen Preis von Italien 1958 zu einem der Rennen mit den wenigsten Zielankünften machte.
Brooks, der sich zu Beginn des Rennens zurückhielt, griff gegen Rennende an und verringerte den Rückstand zu den beiden Ferraris kontinuierlich. Zehn Runden vor Rennende war er in Schlagdistanz und in Runde 61 bereits in Führung, die er bis zur Zieldurchfahrt verteidigte. Dies war Brooks’ dritter Sieg der Formel-1-Saison 1958, für Vanwall der fünfte Sieg der Saison und zugleich der dritte in Folge. Hawthorn baute seinen Vorsprung in der Fahrerwertung durch den zweiten Platz weiter aus, Phil Hill erzielte mit Platz drei den ersten Podestplatz seiner Karriere. Außerdem fuhr er die schnellste Rennrunde, ebenfalls erstmals. Auf Platz vier kam Shelby im Maserati ins Ziel, der während des Rennens den Wagen von Gregory übernommen hatte. Da Fahrertausch ab der Formel-1-Saison 1958 jedoch nicht mehr erlaubt war, wurden beide Fahrer disqualifiziert. Die Disqualifikation wurde später rückgängig gemacht, dafür erhielten beide Fahrer keine Punkte für den vierten Platz. Für Position fünf erhielt Salvadori trotz Ausfall noch Punkte, da er einen bestimmten Anteil der Renndistanz absolviert hatte.
In der Fahrerwertung vergrößerte Hawthorn seinen Vorsprung auf Moss auf acht Punkte. Dies bedeutete, Streichresultateregelung mitbetrachtet, dass Moss das letzte Saisonrennen hätte gewinnen müssen und Hawthorn höchstens Dritter hätten werden dürfen, damit Moss noch Weltmeister geworden wäre. Denn Hawthorn konnte nur noch mit einem Sieg oder einem zweiten Platz seinen Punktestand verbessern. Im Falle, dass Moss nicht gewinnt, wäre Hawthorn automatisch Weltmeister gewesen.
In der Konstrukteursweltmeisterschaft kam Vanwall nach absoluten Punkten an Ferrari heran, die zwei Punkte mehr hatten. Durch die Streichresultateregelung – es zählten nur die fünf besten Rennen eines jeweiligen Konstrukteurs – hatte Vanwall den Konstrukteurstitel jedoch schon sicher. Vanwall war der erste Konstrukteur, das den neu eingeführten Titel gewann; es blieb jedoch der einzige Titelgewinn des Konstrukteurs, da sich der Rennstall am Ende der Saison aus der Formel 1 vollständig zurückzog.

## Meldeliste
| Team                     | Nr. | Fahrer                         | Chassis            | Motor           | Reifen |
| ------------------------ | --- | ------------------------------ | ------------------ | --------------- | ------ |
| Rob Walker Racing Team   | 02  | Maurice Trintignant            | Cooper T45         | Climax 2.2 L4   | D      |
| Rob Walker Racing Team   | 02  | Maurice Trintignant            | Cooper T43         | Climax 1.5 L4   | D      |
| Cooper Car Company       | 04  | Jack Brabham                   | Cooper T45         | Climax 2.0 L4   | D      |
| Cooper Car Company       | 06  | Roy Salvadori                  | Cooper T45         | Climax 2.2 L4   | D      |
| Owen Racing Organisation | 08  | Jean Behra                     | BRM P25            | BRM 2.5 L4      | D      |
| Owen Racing Organisation | 10  | Harry Schell                   | BRM P25            | BRM 2.5 L4      | D      |
| Owen Racing Organisation | 12  | Jo Bonnier                     | BRM P25            | BRM 2.5 L4      | D      |
| Scuderia Ferrari         | 14  | Mike Hawthorn                  | Ferrari Dino 246F1 | Ferrari 2.4 V6  | E      |
| Scuderia Ferrari         | 16  | Wolfgang Graf Berghe von Trips | Ferrari Dino 246F1 | Ferrari 2.4 V6  | E      |
| Scuderia Ferrari         | 18  | Phil Hill                      | Ferrari Dino 246F1 | Ferrari 2.4 V6  | E      |
| Scuderia Ferrari         | 20  | Olivier Gendebien              | Ferrari Dino 246F1 | Ferrari 2.4 V6  | E      |
| Jo Bonnier               | 22  | Giulio Cabianca                | Maserati 250F      | Maserati 2.5 L6 | P      |
| Jo Bonnier               | 24  | Hans Herrmann                  | Maserati 250F      | Maserati 2.5 L6 | P      |
| Vandervell Products Ltd  | 26  | Stirling Moss                  | Vanwall VW57       | Vanwall 2.5 L4  | D      |
| Vandervell Products Ltd  | 28  | Tony Brooks                    | Vanwall VW57       | Vanwall 2.5 L4  | D      |
| Vandervell Products Ltd  | 30  | Stuart Lewis-Evans             | Vanwall VW57       | Vanwall 2.5 L4  | D      |
| Temple Buell             | 32  | Masten Gregory                 | Maserati 250F      | Maserati 2.5 L6 | P      |
| Temple Buell             | 32  | Carroll Shelby                 | Maserati 250F      | Maserati 2.5 L6 | P      |
| Temple Buell             | 34  | Carroll Shelby                 | Maserati 250F      | Maserati 2.5 L6 | P      |
| Team Lotus               | 36  | Cliff Allison                  | Lotus 12           | Climax 1.5 L4   | D      |
| Team Lotus               | 38  | Graham Hill                    | Lotus 16           | Climax 2.2 L4   | D      |
| Scuderia Centro Sud      | 40  | Gerino Gerini                  | Maserati 250F      | Maserati 2.5 L6 | P      |
| Maria Teresa de Filippis | 42  | Maria Teresa de Filippis       | Maserati 250F      | Maserati 2.5 L6 | P      |

Anmerkungen
1. 1 2  Gregory überließ Schell im Rennen den Wagen.

## Klassifikationen

### Startaufstellung
| Pos. | Fahrer                         | Konstrukteur  | Zeit   | Start |
| ---- | ------------------------------ | ------------- | ------ | ----- |
| 01   | Stirling Moss                  | Vanwall       | 1:40,5 | 01    |
| 02   | Tony Brooks                    | Vanwall       | 1:41,2 | 02    |
| 03   | Mike Hawthorn                  | Ferrari       | 1:41,8 | 03    |
| 04   | Stuart Lewis-Evans             | Vanwall       | 1:42,4 | 04    |
| 05   | Olivier Gendebien              | Ferrari       | 1:42,5 | 05    |
| 06   | Wolfgang Graf Berghe von Trips | Ferrari       | 1:42,7 | 06    |
| 07   | Phil Hill                      | Ferrari       | 1:42,7 | 07    |
| 08   | Jean Behra                     | B.R.M.        | 1:43,2 | 08    |
| 09   | Harry Schell                   | B.R.M.        | 1:43,2 | 09    |
| 10   | Jo Bonnier                     | B.R.M.        | 1:44,7 | 10    |
| 11   | Masten Gregory                 | Maserati      | 1:44,9 | 11    |
| 12   | Graham Hill                    | Lotus-Climax  | 1:46,0 | 12    |
| 13   | Maurice Trintignant            | Cooper-Climax | 1:46,4 | 13    |
| 14   | Roy Salvadori                  | Cooper-Climax | 1:47,0 | 14    |
| 15   | Jack Brabham                   | Cooper-Climax | 1:47,3 | 15    |
| 16   | Cliff Allison                  | Lotus-Climax  | 1:47,8 | 16    |
| 17   | Carroll Shelby                 | Maserati      | 1:48,0 | 17    |
| 18   | Hans Herrmann                  | Maserati      | 1:49,8 | 18    |
| 19   | Gerino Gerini                  | Maserati      | 1:50,1 | 19    |
| 20   | Giulio Cabianca                | Maserati      | 1:54,6 | 20    |
| 21   | Maria Teresa de Filippis       | Maserati      | 1:55,9 | 21    |

### Rennen
| Pos. | Fahrer                         | Konstrukteur  | Runden | Stopps | Zeit       | Start | Schnellste Runde |
| ---- | ------------------------------ | ------------- | ------ | ------ | ---------- | ----- | ---------------- |
| 01   | Tony Brooks                    | Vanwall       | 70     |        | 2:03:47,8  | 02    |                  |
| 02   | Mike Hawthorn                  | Ferrari       | 70     |        | + 24,2     | 03    |                  |
| 03   | Phil Hill                      | Ferrari       | 70     |        | + 28,3     | 07    | 1:42,9           |
| 04   | Masten Gregory Carroll Shelby  | Maserati      | 69     |        | + 1 Runde  | 11    |                  |
| 05   | Roy Salvadori                  | Cooper-Climax | 62     |        | + 8 Runden | 14    |                  |
| 06   | Graham Hill                    | Lotus-Climax  | 62     |        | + 8 Runden | 12    |                  |
| 07   | Cliff Allison                  | Lotus-Climax  | 61     |        | + 9 Runden | 16    |                  |
| –    | Maria Teresa de Filippis       | Maserati      | 57     |        | DNF        | 21    |                  |
| –    | Giulio Cabianca                | Maserati      | 51     |        | DNF        | 20    |                  |
| –    | Jean Behra                     | B.R.M.        | 42     |        | DNF        | 08    |                  |
| –    | Hans Herrmann                  | Maserati      | 32     |        | DNF        | 18    |                  |
| –    | Stuart Lewis-Evans             | Vanwall       | 30     |        | DNF        | 04    |                  |
| –    | Maurice Trintignant            | Cooper-Climax | 24     |        | DNF        | 13    |                  |
| –    | Stirling Moss                  | Vanwall       | 17     |        | DNF        | 01    |                  |
| –    | Jo Bonnier                     | B.R.M.        | 14     |        | DNF        | 10    |                  |
| –    | Olivier Gendebien              | Ferrari       | 4      |        | DNF        | 05    |                  |
| –    | Gerino Gerini                  | Maserati      | 2      |        | DNF        | 19    |                  |
| –    | Carroll Shelby                 | Maserati      | 1      |        | DNF        | 17    |                  |
| –    | Wolfgang Graf Berghe von Trips | Ferrari       | 0      | –      | DNF        | 06    | –                |
| –    | Harry Schell                   | B.R.M.        | 0      | –      | DNF        | 09    | –                |
| –    | Jack Brabham                   | Cooper-Climax | 0      | –      | DNF        | 15    | –                |

## WM-Stände nach dem Rennen
Die ersten fünf des Rennens bekamen 8, 6, 4, 3, 2 Punkte. Der Fahrer mit der schnellsten Rennrunde erhielt zusätzlich 1 Punkt. Es zählten nur die sechs besten Ergebnisse aus elf Rennen. Für die geteilte Fahrt von Gregory und Shelby wurden keine Punkte vergeben. In der Konstrukteurswertung zählten nur die Punkte des bestplatzierten Fahrers. Streichresultate sind in Klammern gesetzt.

### Fahrerwertung
| Pos. | Fahrer                         | Konstrukteur              | Punkte  |
| ---- | ------------------------------ | ------------------------- | ------- |
| 01   | Mike Hawthorn                  | Ferrari                   | 40 (43) |
| 02   | Stirling Moss                  | Cooper-Climax / Vanwall   | 32      |
| 03   | Tony Brooks                    | Vanwall                   | 24      |
| 04   | Roy Salvadori                  | Cooper-Climax             | 15      |
| 05   | Peter Collins †                | Ferrari                   | 14      |
| 06   | Luigi Musso †                  | Ferrari                   | 12      |
| 07   | Harry Schell                   | Maserati / B.R.M.         | 12      |
| 08   | Maurice Trintignant            | Cooper-Climax             | 12      |
| 09   | Stuart Lewis-Evans             | Vanwall                   | 11      |
| 10   | Jean Behra                     | Maserati / B.R.M.         | 9       |
| 11   | Wolfgang Graf Berghe von Trips | Ferrari                   | 9       |
| 12   | Jimmy Bryan                    | Salih/Epperly-Offenhauser | 8       |
| 13   | Juan Manuel Fangio             | Maserati                  | 7       |
| 14   | George Amick                   | Epperly-Offenhauser       | 6       |
| 15   | Phil Hill                      | Maserati                  | 5       |
| 16   | Johnny Boyd                    | Kurtis-Offenhauser        | 4       |
| 17   | Tony Bettenhausen              | Epperly-Offenhauser       | 4       |
| 18   | Jack Brabham                   | Cooper-Climax / Maserati  | 3       |
| 19   | Cliff Allison                  | Lotus-Climax              | 3       |
| 20   | Jim Rathmann                   | Epperly-Offenhauser       | 2       |

| Pos. | Fahrer                   | Konstrukteur      | Punkte |
| ---- | ------------------------ | ----------------- | ------ |
| 21   | Masten Gregory           | Vanwall           | 0      |
| 22   | Graham Hill              | Lotus-Climax      | 0      |
| 23   | Olivier Gendebien        | Ferrari           | 0      |
| 24   | Carlos Menditéguy        | Maserati          | 0      |
| 25   | Carroll Shelby           | Maserati          | 0      |
| 26   | Maria Teresa de Filippis | Maserati          | 0      |
| 27   | Paco Godia               | Maserati          | 0      |
| 28   | Horace Gould             | Maserati          | 0      |
| 29   | Jo Bonnier               | B.R.M. / Maserati | 0      |
| 30   | Carel Godin de Beaufort  | Porsche           | 0      |
| 31   | Gerino Gerini            | Maserati          | 0      |
| 32   | Troy Ruttman             | Maserati          | 0      |
| 33   | Ian Burgess              | Cooper-Climax     | 0      |
| –    | Giulio Cabianca          | Maserati          | 0      |
| –    | Ivor Bueb                | Connaught-Alta    | 0      |
| –    | Giorgio Scarlatti        | Maserati          | 0      |
| –    | Wolfgang Seidel          | Maserati          | 0      |
| –    | Alan Stacey              | Lotus-Climax      | 0      |
| –    | Hans Herrmann            | Maserati          | 0      |
| –    | Jack Fairman             | Connaught-Alta    | 0      |

### Konstrukteurswertung
| Pos. | Konstrukteur  | Punkte  |
| ---- | ------------- | ------- |
| 01   | Vanwall       | 46 (49) |
| 02   | Ferrari       | 40 (51) |
| 03   | Cooper-Climax | 31      |
| 04   | B.R.M.        | 15      |

| Pos. | Konstrukteur   | Punkte |
| ---- | -------------- | ------ |
| 05   | Maserati       | 6      |
| 06   | Lotus-Climax   | 3      |
| 07   | Porsche        | 0      |
| 08   | Connaught-Alta | 0      |